# Хюсеин Авни Займлер
Вижте пояснителната страница за други личности с името Хюсеин Авни.
Хюсеин Авни Займлер (на турски: Hüseyin Avni Zaimler) е офицер от османската и турската армия, генерал.

## Биография
Хюсеин Авни Займлер е роден през 1877 година в Битоля, Османска империя. Завършва военното училище в Битоля и постъпва на служба в армията през 1895 година. Завършва Османската военна академия.
Участва в Гръцко-турска война (1897), Балканските войни (1912 - 1913), Първата световна война (1914 - 1918) и Турската война за независимост (1919 – 1923). След това е на два пъти депутат в турския парламент.